# 北美砂棲七鰓鰻
北美砂棲七鰓鰻（學名：Entosphenus folletti），為圓口綱七鰓鰻目七鰓鰻科砂棲七鰓鰻屬的一種，分布於北美洲美國加利福尼亞州克拉瑪斯河流域上游，成魚口上板，單尖牙3顆，中牙小於側牙；口下板，單尖牙5顆，第一排前牙，2顆單尖牙；後牙1排，有牙齒13-18顆，其中0-4顆為雙尖牙，其餘為單尖牙；橫舌板，單尖齒14-20顆，背部、側面和腹側為深棕色，尾鰭鏟狀，體長可達30公分，棲息在沙石底質的溪流，非寄生型七鰓鰻，成魚不進食，而是留在溪流中，很快產卵並死亡，在變態之前，幼魚以濾食性動物的身份在底泥中生活至少4年，生活習性不明。